# Corin Nemec
Corin Nemec (vlastním jménem Joseph Charles Nemec, * 5. listopadu 1971, Little Rock, Arkansas) je americký herec. Původně bydlel v Atlantě, nyní ale žije v Kalifornii. Proslavil se jako seriálový herec, hrál například v seriálu Hvězdná brána (postava Jonase Quinna), napsal i jednu jeho epizodu. Je členem scientologické církve.

## Osobní život
Nemecova matka byla grafička, malířka, spisovatelka a básnířka. Otec Joseph Charles Nemec III, českého původu, pracuje ve filmovém průmyslu jako návrhář scén a vedoucí výpravy. Jeho starší sestra Anastacia C. Nemecová působí jako asistentka režie.
Corin Nemec se přátelí s hercem Davidem Faustinem, s nímž má produkční společnost a se kterým hrál ve webseriálu Star-ving, který parodoval seriál stanice HBO Vincentův svět.